# Lijst van oorlogsmonumenten in Roermond
De Nederlandse gemeente Roermond heeft 27 oorlogsmonumenten. Hieronder een overzicht.
| Nr.                             | Object                                          | Herdachte groep | Ontwerper                                                           | Onthulling       | Type            | Locatie                                   | Plaats   | Coördinaten                   | Foto                              |
| ------------------------------- | ----------------------------------------------- | --- | ------------------------------------------------------------------- | ---------------- | --------------- | ----------------------------------------- | -------- | ----------------------------- | --------------------------------- |
| 124                             | Plaquette in het gemeentehuis                   | militairen in dienst van het Ned. Kon. 1940-1945                                                                                       |                                                                     |                  | plaquette       | Markt 31, 6041 EL                         | Roermond | 51° 11' 45" NB, 5° 59' 9" OL  |                                   |
| 125                             | Plaquette in het NS-station                     | burgerslachtoffers | Ir. H.G.J. Schelling (ontwerp), H.J. Winkelman (uitvoering)         |                  | plaquette       | Stationsplein 8, 6041 GN                  | Roermond | 51° 11' 34" NB, 5° 59' 34" OL | Plaquette in het NS-station       |
| 127                             | Halifax-monument                                | geallieerde militairen | Dhr. H. Mintjens                                                    | 13 oktober 1997  | beeld/sculptuur | Berlagelaan, 6041 VL                      | Roermond | 51° 11' 11" NB, 5° 58' 43" OL |                                   |
| 128                             | Verzetsplaquette bij de Kapel in 't Zand        | verzet Nederland | A. Wong                                                             | 20 augustus 1949 | plaquette       | Parklaan 3, 6045 BS                       | Roermond | 51° 10' 47" NB, 5° 59' 47" OL |                                   |
| 129                             | Mariakapel                                      | burgerslachtoffers |                                                                     |                  | beeld/sculptuur | Gebroek 1, 6043 GP                        | Maasniel | 51° 11' 25" NB, 6° 0' 14" OL  |                                   |
| 130                             | Herteheym-monument                              | algemeen, militairen in dienst van het Ned. Kon. 1940-1945, burgerslachtoffers, verzet Nederland                                       | Nicolaas van Ronckenstein                                           |                  | beeld/sculptuur | Putkamp                                   | Herten   | 51° 10' 45" NB, 5° 57' 56" OL |                                   |
| 131                             | Verzetsmonument                                 | verzet Nederland | Ir. J. Bongaerts                                                    | 19 augustus 1945 | plaquette       | Raadhuisstraat, 6042 JK                   | Maasniel | 51° 11' 55" NB, 6° 0' 46" OL  |                                   |
| 132                             | Herdenkingsplaquette                            | burgerslachtoffers |                                                                     |                  | plaquette       | Duiperweg                                 | Asenray  | 51° 11' 40" NB, 6° 2' 48" OL  |                                   |
| 133                             | Monument op de gevel van de St.-Alphonsusschool | burgerslachtoffers, verzet Nederland                                                                                                   | Firma August Latiers en Zn.                                         | 30 december 1994 | plaquette       | Herkenbosscherweg 22, 6045 AR             | Roermond | 51° 10' 51" NB, 6° 0' 0" OL   |                                   |
| 134                             | Bevrijdingsplaquette                            | geallieerde militairen, overig |                                                                     | 6 juni 1945      | plaquette       | Andersonweg 50, 6041 JE                   | Roermond | 51° 11' 9" NB, 5° 59' 22" OL  | Bevrijdingsplaquette              |
| 135                             | Oorlogsmonument                                 | burgerslachtoffers | Dienst Publieke Werken                                              | 4 mei 1950       | zuil            | Kitskensdal 50, 6045 EX                   | Roermond | 51° 10' 23" NB, 6° 0' 30" OL  |                                   |
| 448                             | Monument op het Munsterplein                    | overig | Dolf Wong Lun Hing                                                  |                  | beeld/sculptuur | Munsterplein, 6041 HD                     | Roermond | 51° 11' 36" NB, 5° 59' 19" OL | Monument op het Munsterplein      |
| 455                             | Limburgs Verzetsmonument                        | verzet Nederland | Charles Vos (beeld), ir. Alfons Boosten (voetstuk)                  | 5 mei 1951       | beeld/sculptuur | Zwartbroekplein, 6041 HX                  | Roermond | 51° 11' 22" NB, 5° 59' 18" OL | Limburgs Verzetsmonument          |
| 932                             | Nationaal Indië Monument 1945-1962              | militairen in dienst van het Ned. Kon. na 1945                                                                                         | Wijnand Thönissen en Dick van Wijck                                 | 7 september 1988 | overig          | Maastrichterweg 19, 6041 SC               | Roermond | 51° 10' 44" NB, 5° 58' 53" OL | Meer afbeeldingen                 |
| 1807                            | Oorlogsmonument                                 | militairen in dienst van het Ned. Kon. na 1945, militairen in dienst van het Ned. Kon. 1940-1945, burgerslachtoffers, verzet Nederland | Josef Crompvoets (18-12-1921)                                       | 1951             | beeld/sculptuur | Bosstraat 30b, 6071 XW                    | Swalmen  | 51° 14' 4" NB, 6° 2' 36" OL   |                                   |
| 2397                            | Nationaal Monument voor Vredesoperaties         | militairen in dienst van het Ned. Kon. na 1945                                                                                         | Dick van Wijk, Wijnand Thönissen                                    | 24 oktober 2003  | beeld/sculptuur | Maastrichterweg, 6041 SC                  | Roermond | 51° 10' 44" NB, 5° 58' 53" OL | Meer afbeeldingen                 |
| 2991                            | Joods monument                                  | vervolgden Nederland | Appie Drielsma                                                      | 1 mei 2007       | zuil            | Hamstraat, 6041 HA                        | Roermond | 51° 11' 36" NB, 5° 59' 25" OL |                                   |
| 3120                            | Herdenkingsmonument                             | burgerslachtoffers, vervolgden Nederland                                                                                               | Charles Brouns                                                      | 1953             | beeld/sculptuur | Mgr. Driessenstraat/Nassaustraat, 6043 CV | Roermond | 51° 11' 26" NB, 5° 59' 57" OL | Herdenkingsmonument               |
| 3177                            | Gedenksteen in de Kapel in 't Zand              | overig |                                                                     | 13 april 1947    | reliëf          | Parklaan 1-3, 6045 BS                     | Roermond | 51° 10' 52" NB, 5° 59' 49" OL |                                   |
| 3178                            | Oorlogsmonument                                 | algemeen | Firma Martini                                                       | 1947             | Kruis           | Nieuwe Weg                                | Herten   | 51° 10' 26" NB, 5° 57' 42" OL |                                   |
| 3179                            | Monument in de Swalmerstraat                    | algemeen |                                                                     |                  | reliëf          | Swalmerstraat 5, 6041 CV                  | Roermond | 51° 11' 46" NB, 5° 59' 9" OL  |                                   |
| 3318                            | Monument voor Indische Burgerslachtoffers       | burgers voormalig Nederlands-Indië | Dick van Wijk, Wijnand Thönissen (ontwerp); Joop Utens (uitvoering) | 25 augustus 1990 | gedenksteen     | Maastrichterweg, 6041 SC                  | Roermond | 51° 10' 53" NB, 5° 59' 11" OL |                                   |
| 3511                            | Monument 10 mei 1940                            | overig |                                                                     | 10 mei 2010      | plaquette       | Maaswaarderweg, 6041                      | Roermond | 51° 11' 60" NB, 5° 58' 35" OL |                                   |
| 3654                            | Gevelsteen Marktstraat                          | | Joep Thissen                                                        | 1951             | reliëf          | Markstraat 14, 6041 EN                    | Roermond | 51° 11' 42" NB, 5° 59' 7" OL  |                                   |
| 3687                            | Plaquette voor offers van Papoea's              | militairen in dienst van het Ned. Kon. 1940-1945, militairen in dienst van het Ned. Kon. na 1945, burgers voormalig Nederlands-Indië   |                                                                     | 30 november 2011 | plaquette       | Maastrichterweg 25, 6041 NZ               | Roermond | 51° 10' 55" NB, 5° 59' 13" OL |                                   |
| Dit oorlogsmonument op Wikidata | Monument 10 mei 1940 Kapellerlaan               | militairen in dienst van het Ned. Kon. 1940-1945                                                                                       |                                                                     | 2015-05-10       | Sculptuur       | Kapellerlaan t.o. 87, 6045 AH             | Roermond | 51° 11' 7" NB, 5° 59' 32" OL  | Monument 10 mei 1940 Kapellerlaan |
|                                 | Stolpersteine                                   | vervolgden Nederland | Gunter Demnig                                                       |                  | reliëf          |                                           | Roermond |                               | Meer afbeeldingen                 |

Beek ·
Beekdaelen ·
Beesel ·
Bergen ·
Brunssum ·
Echt-Susteren ·
Eijsden-Margraten ·
Gennep ·
Gulpen-Wittem ·
Heerlen ·
Horst aan de Maas ·
Kerkrade ·
Landgraaf ·
Leudal ·
Maasgouw ·
Maastricht ·
Meerssen ·
Mook en Middelaar ·
Nederweert ·
Peel en Maas ·
Roerdalen ·
Roermond ·
Simpelveld ·
Sittard-Geleen ·
Stein ·
Vaals ·
Valkenburg aan de Geul ·
Venlo ·
Venray ·
Voerendaal ·
Weert